# ستيفان هوغز
ستيفان هوغز (بالإنجليزية: Stephen Hughes)‏ (14 نوفمبر 1982 في المملكة المتحدة - ) هو لاعب كرة قدم بريطاني في مركز الوسط. شارك مع منتخب اسكتلندا تحت 21 سنة لكرة القدم ومنتخب اسكتلندا الثانوي لكرة القدم ‏ ومنتخب اسكتلندا لكرة القدم. أما مع النوادي، فقد لعب مع ليستر سيتي وميلتون كينز دونز ونادي أبردين ونادي رينجرز ونادي ماذرويل ونورويتش سيتي ونادي إيست فيف ونادي دندي.

## مسيرته الكروية
لعب ستيفان هوغز خلال مسيرته الاحترافية مع 8 أندية في تسعة عشر موسمًا وسجل خلالها 21 هدفًا ضمن 309 مباراة. حيث فاز في ثلاثة مواسم بالكأس وفي ثلاثة مواسم بالدوري.
خاض ستيفان هوغز مسيرته مع نادي رينجرز في موسم 1999–00 ليلعب معه ستة مواسم، مشاركًا في 64 مباراة سجل خلالها 7 أهداف. ثم انتقل إلى نادي ليستر سيتي في موسم 2004–05 واستمر معه طيلة ثلاثة مواسم، حيث شارك في 91 مباراة سجل خلالها 7 أهداف أيضًا. لينتقل بعدها إلى نادي ماذرويل في موسم 2007–08 واستمر معه طيلة ثلاثة مواسم، مشاركًا في 70 مباراة سجل خلالها هدفين. ثم انتقل إلى نادي نورويتش سيتي في موسم 2009–10 ولمدة موسمين، مشاركًا في 30 مباراة سجل خلالها 3 أهداف. هذا وانتقل لاحقًا إلى نادي ميلتون كينز دونز في موسم 2010–11 لمدة موسم واحد، مشاركًا في 6 مباريات ولم يسجل أي هدف. ثم انتقل بعدها إلى نادي أبردين في موسم 2011–12 ولمدة موسمين، مشاركًا في 28 مباراة ولم يسجل أي هدف أيضًا. ليعود وينتقل من جديد، لكن هذه المرة إلى نادي إيست فيف في موسم 2013–14 لمدة موسم واحد، مشاركًا في 19 مباراة سجل خلالها هدفين.

## وصلات خارجية
- ستيفان هوغز على موقع قاعدة بيانات كرة القدم.إي يو (الإنجليزية)
- ستيفان هوغز على موقع ناشيونال فوتبول تيمز (الإنجليزية)
- ستيفان هوغز على موقع Soccerbase.com (لاعب) (الإنجليزية)